# Diskografie Marcely Březinové
Diskografie Marcely Březinové dokumentuje původní hudební materiál, nahrán ať už v rámci sólové kariéry zpěvačky nebo jejího působení v elektronické skupině OK Band. Celkem vydala Březinová šest studiových alb včetně dvou profilových, čtyři pak se svou kmenovou kapelou. Autorsky se navíc podílela na jedné tematické desce s nahrávkami coververzí, jednom remixovém titulu, dvou koncertních, třech retrospektivních a jednom box setu. Zároveň jí vyšlo dvacet devět singlů různého formátu a na třiceti čtyřech dalších nahrávkách spolupracovala zejména v prospěch jiných umělců.

## Alba

### Studiová alba
| Rok | Dílo | Top 100 (IFPI ČR) | Certifikát (prodej) | Poznámky |
| --- | --- | ----------------- | ------------------- | --- |
| 1985 | Disco! (s OK Band) - Vydavatel: Supraphon - Katalog: 1x13 3698 • VT 7740-2 (download) - Formát: LP • MC • download (od r. 2015)                                |                   |                     | - Debutová deska OK Bandu s předními vokály Březinové • 11 skladeb z dílny Kočandrleho a Vostárka (mj. kreditováni pod pseudonymem Vlasta Voko) • Hudební režie: Rohleder, Svatoš |
| 1986 | Tvůj čas přichází (s OK Band) - Vydavatel: Supraphon - Katalog: 1x13 4074 • VT 7742-2 (download) - Formát: LP • MC • download (od r. 2015)                     |                   |                     | - Druhá deska OK Bandu s předními vokály Březinové • 12 skladeb z dílny Kočandrleho a Vostárka včetně 4 spoluautorských příspěvků od Svobody („Pár slov a dost“, „Tajnej kód“, „Báječná lež“ a „Hádej“) • Texty: Kočandrle, Vostárek • Hudební režie: Svoboda                           |
| 1987 | Stala se nějaká chyba (s OK Band) - Vydavatel: Supraphon - Katalog: 1x13 4208 - Formát: LP • MC • download (od r. 2015)                                        |                   |                     | - Třetí deska OK Bandu s předními vokály Březinové • 11 skladeb z dílny Kočandrleho včetně 2 spoluautorských příspěvků od Svobody („Ples upírů“ a „Nechci zpívat zas jen o lásce“) • Texty: Kočandrle, Vondrášek • Hudební režie: Svoboda, Cejnar, Rohleder, Popp                       |
| 1993 | Každej to má rád - Vydavatel: Bonton - Katalog: 71 0113-x 331 - Formát: LP • MC • CD • download (od r. 2012)                                                   |                   |                     | - Sólová deska Březinové v instrumentálním doprovodu Crazy Legs • 17 skladeb z dílny Šímy včetně 1 příspěvku od Linharta („I'm Gonna Be Late“), 4 coververzí v angličtině a nové verze starší písně („Na kopcích“) • Texty: Hlas, Peroutková, Miler, Kalousek, Šíma • Produkce: Knechtl |
| 1998 | Nesmíš loudit - Vydavatel: G&B - Katalog: 67008-x - Formát: MC • CD                                                                                            |                   |                     | - Druhá sólová deska Březinové • 11 skladeb z dílny Šímy včetně příspěvků od Linharta („Chytrej jak radio“ a „Línej kouř“) či manžela („Duha“) a 1 coververze v angličtině („Summertime“ od Gershwina) • Texty: Hlas, Březinová, Michnová, Fischer, Peroutková • Produkce: Šíma, Švarc  |
| 2001 | Za škvírou (s OK Band) - Vydavatel: Ornament • Monitor-EMI - Katalog: 5 35850 x • 5099972588055 (download) - Formát: MC • CD • download (od r. 2012)           |                   |                     | - Pátá řadová deska OK Bandu, čtvrtá s Březinovou • 16 skladeb z dílny Kočandrleho a Skály • Texty: Kočandrle, Březinová • Produkce: Kočandrle |
| Exportní verze | |                   |                     | |
| 1985 | The Latest Reports (s OK Band) - Vydavatel: Supraphon • Artia (distrib.) - Katalog: 1x13 3706 • VT 7741-2 (download) - Formát: LP • MC • download (od r. 2015) |                   |                     | - Anglický ekvivalent debutové desky OK Bandu (viz Disco!) |
| Písmeno "x" u katalogů zastupuje číslici, jejíž hodnota se mění v závislosti na formátu hudebního nosiče (LP=1, CD=2, MC=4 nebo 9 monopolní Supraphon) | |                   |                     | |

### Tematická alba
| Rok | Dílo | Top 100 (IFPI ČR) | Certifikát (prodej) | Poznámky |
| --- | --- | ----------------- | ------------------- | --- |
| 2000 | Ornament osudu (s OK Band) - Vydavatel: Monitor-EMI - Katalog: 5 26040 x • 5099972590959 (download) - Formát: MC • CD • download (od r. 2012) |                   |                     | - 10 starších písní v nové úpravě, 5 novinek („Snad za to může láska“, „Ztracenej svět“, „Tak se jí směj“, „Ano i ne“ a „Noční host“) • Spoluautorka 1 titulu („Ztracenej svět“) • Produkce: Kočandrle, Pešout (Miqual P. Eso), Lauterbach (Lauter von Bach), Lochman, Rejent |
| Písmeno "x" u katalogů zastupuje číslici, jejíž hodnota se mění v závislosti na formátu hudebního nosiče (LP=1, CD=2, MC=4) | |                   |                     | |

### Remixová alba
| Rok | Dílo                                                                                         | Top 100 (IFPI ČR) | Certifikát (prodej) | Poznámky |
| --- | -------------------------------------------------------------------------------------------- | ----------------- | ------------------- | --- |
| 2002 | Mixle v pixle! (s OK Band) - Vydavatel: Ornament • Monitor - Katalog: 5 38620 x - Formát: CD |                   |                     | - Remixová verze Za škvírou • 8 remixů v různých úpravách (mj. od Bullerbyne a Hooyera) • Hudba: Kočandrle, Skála • Texty: Kočandrle, Březinová |
| Písmeno "x" u katalogů zastupuje číslici, jejíž hodnota se mění v závislosti na formátu hudebního nosiče (LP=1, CD=2, MC=4) |                                                                                              |                   |                     | |

### Koncertní alba
| Rok | Dílo | Top 100 (IFPI ČR) | Certifikát (prodej) | Poznámky |
| --- | --- | ----------------- | ------------------- | --- |
| 2000 | Královny popu v Opeře (s Csákovou, Vondráčkovou, Bartošovou a Basikovou) - Vydavatel: Monitor-EMI - Katalog: 5 27817 x - Formát: MC • CD |                   |                     | - Záznam společného galakoncertu ze Státní opery • 1 sólo („Snad za to může láska“) i duet s Csákovou („Oh, Darling“) • Produkce: Sidovský |
| 2013 | Újezd (1982 Live/Revisited 2013) (s OK Band) - Vydavatel: Monitor - Katalog: 409485-x • 825646337323 (download) - Formát: CD • download  |                   |                     | - Kolekce 14 remasterovaných nahrávek, původně natočených na jaře 2012 v Újezdě nad Lesy, včetně dvou navíc („I've Got My Eye on You“ a „Promiň Miláčku“) ve studiových verzích • Hudba: Kočandrle • Texty: Kočandrle, Vostárek (kreditováni pod pseudonymem Vlasta Voko) |
| Písmeno "x" u katalogů zastupuje číslici, jejíž hodnota se mění v závislosti na formátu hudebního nosiče (LP=1, CD=2, MC=4) | |                   |                     | |

### Kompilační alba
| Rok | Dílo | Top 100 (IFPI ČR) | Certifikát (prodej) | Poznámky |
| --- | --- | ----------------- | ------------------- | --- |
| 1993 | The Best Of (s OK Band) - Vydavatel: Monitor - Katalog: 010210-x 331 - Formát: CD                                        |                   |                     | - Výběr 17 skladeb z let 1982 až 1988 včetně některých předtím albově („Žižkovská zeď“, „Smutný cirkus“ a „Už mi nevolej“) nebo digitálně nedostupných            |
| 2003 | Žižkovská zeď (s OK Band) - Vydavatel: Monitor - Katalog: 5 82494 x • 5099943327959 (download) - Formát: 2×CD • download |                   |                     | - Kompletní raná tvorba OK Bandu z let 1981 až 1983, celkem 33 živých a nebo předtím nevydaných snímků v původní zvukové stopě                                    |
| 2011 | XXX (1981–2011) (s OK Band) - Vydavatel: Monitor - Katalog: 0 82729 x • 5099972367353 (download) - Formát: CD • download | 29                |                     | - Retrospektivní výběr 22 skladeb z let 1981 až 2011, vydán u příležitosti 30. výročí založení OK Bandu, včetně 1 nové písně („Chanson d'amour“) ve třech verzích |
| Písmeno "x" u katalogů zastupuje číslici, jejíž hodnota se mění v závislosti na formátu hudebního nosiče (LP=1, CD=2, MC=4) | |                   |                     | |

### Box sety
| Rok | Dílo | Top 100 (IFPI ČR) | Certifikát (prodej) | Poznámky |
| --- | --- | ----------------- | ------------------- | --- |
| 2015 | Disco! (30th Anniversary Edition) (s OK Band) - Vydavatel: Monitor - Katalog: 2564610318 • 825646094813 (download) - Formát: 2×CD • download | 50                |                     | - Remasterovaná edice debutové desky OK Bandu, vydána u příležitosti 30. výročí od jejího vydání • Bonusový disk obsahuje singly skupiny z let 1982 až 1984 (počnouc „Nemůžu psát texty“ až po „E.T.“) včetně jejich B stran, a také nahrávky z vedlejších projektů kapely (tj. Mýdlo, Stratos) |
| Písmeno "x" u katalogů zastupuje číslici, jejíž hodnota se mění v závislosti na formátu hudebního nosiče (LP=1, CD=2, MC=4) | |                   |                     | |

## Písně

### Singly
| Rok                                                           | Dílo                                                                           | Album                   | Poznámky |
| ------------------------------------------------------------- | ------------------------------------------------------------------------------ | ----------------------- | --- |
| 1983                                                          | „Nemůžu psát texty“ (s OK Band)                                                | —                       | - SP • 1143 2667 © Supraphon • B strana: „Žižkovská zeď“                                                                                          |
| 1983                                                          | „Božský klid“ (s OK Band)                                                      | —                       | - SP • 1143 2718 © Supraphon • B strana: „Smutný cirkus“                                                                                          |
| 1983                                                          | „Nejsi“ (s OK Band)                                                            | —                       | - SP • 1143 2783 © Supraphon • B strana: „Kroky ve tmě“                                                                                           |
| 1983                                                          | „Už mi nevolej“ (s OK Band)                                                    | XXIII. album Supraphonu | - SP • 1143 2806 © Supraphon • B strana: „Bydlím na závětrné straně továrního komína“                                                             |
| 1984                                                          | „UFO nad rybníkem“ (s OK Band)                                                 | Disco!                  | - SP • 1143 2872 © Supraphon • B strana: „Říkáš, že jsme si souzeni“                                                                              |
| 1984                                                          | „E.T.“ (s OK Band)                                                             | —                       | - SP • 1143 2912 © Supraphon • B strana: „Chodila jsem s reportérem“                                                                              |
| 1985                                                          | „Pár slov a dost“ (s OK Band)                                                  | Tvůj čas přichází       | - SP • 1143 3132 © Supraphon • B strana: „On“ |
| 1986                                                          | „Tajnej kód“ (s OK Band)                                                       | Tvůj čas přichází       | - SP • 1143 3194 © Supraphon • B strana: „Zůstaň s námi dál“                                                                                      |
| 1986                                                          | „Nechci v týhle show už hrát“ (s OK Band)                                      | Tvůj čas přichází       | - SP • 1143 3243 © Supraphon • společný singl s Tango ze série Bratislavská lyra                                                                  |
| 1986                                                          | „Miláčku, sport patří nám“ (s OK Band)                                         | 20 Nej... (12)          | - SP • 1143 3252 © Supraphon • B strana: „Nechci v týhle show už hrát“                                                                            |
| 1987                                                          | „Všichni tě vidí jinak“ (s OK Band)                                            | —                       | - SP • 1143 3392 © Supraphon • B strana: „Je léto a sněží“                                                                                        |
| 1987                                                          | „Jak blázen před lidmi vypadám“ (se Semelkou)                                  | —                       | - SP • 11 0018-7311 © Supraphon • B strana: „To nemá význam“ (se Semelkou)                                                                        |
| 1988                                                          | „Co nadělám“ (s S.L.S.)                                                        | —                       | - SP • 11 0046-7311 © Supraphon • B strana: „Tvůj obličej“ (s S.L.S.)                                                                             |
| 1988                                                          | „Vodopád prázdných slov“ (Turbo)                                               | Turbo 88                | - Zadní vokály • SP • 11 0080-7311 © Supraphon • B strana: „Navždy Goodbye“                                                                       |
| 1989                                                          | „Správnej fígl“ (se Semelkou)                                                  | —                       | - SP • 11 0219-7311 © Supraphon • B strana: „Už jedem sólo“ (se Semelkou)                                                                         |
| 1989                                                          | „Den žen“                                                                      | —                       | - SP • 11 0373-7 311 © Supraphon • B strana: „Na kopcích“                                                                                         |
| 1990                                                          | „Támhle se ten zázrak blíží“ (s Basikovou a Čokem)                             | —                       | - SP • 11 0488-7 311 © Supraphon • B strana: „Jeden z nás dvou“                                                                                   |
| 1990                                                          | „Radost ze života“ (s Yandim Band)                                             | —                       | - SP • 81 0406 7(311) © Panton • B strana: „The Way of My Life“ (anglic. verze)                                                                   |
| 1990                                                          | „Anna a já“ (s Yandim Band)                                                    | —                       | - SP • 81 0409 7(311) © Panton • B strana: „Tělo a duše“                                                                                          |
| 1991                                                          | „Buďme si vzácní“ (s Gottem, Martinovou, Grigorovem, Žbirkou, Semelkou a TEAM) | —                       | - SP • PR 0012-7 311 © P&R • B strana: instrumentální verze • Charitativní singl na podporu kampaně VDV - Nadace Olgy Havlové Podej pomocnou ruku |
| 1993                                                          | „Chci nejenom dávat“ (s Crazy Legs)                                            | Každej to má rád        | - CDS • 71 0114-2 331 © Bonton • B strana: „Tak mi nenadávej“/„Be a Friend of Mine“/„Rock'N'Roll Feeling“                                         |
| 2000                                                          | „Snad za to může láska“ (s OK Band)                                            | Ornament osudu          | - CDS • 8 88294 2 © Monitor-EMI) • B strana: remixy a „Božský klid“                                                                               |
| 2001                                                          | „Někdy jsem down“ (s OK Band)                                                  | Za škvírou              | - CDS, promo • 999945-2 © Ornament/Monitor-EMI • B strana: remix                                                                                  |
| 2004                                                          | „Kérky & aférky“                                                               | —                       | - CDS, promo • (—) © mbbm/Schwarcenstein (vlast. náklad) • B strana: remixy                                                                       |
| 2011                                                          | „Chanson d'amour“ (s OK Band)                                                  | XXX (1981-2011)         | - Download • 2 verze (5099908844552 a 5099908844958) © Warner                                                                                     |
| 2011                                                          | „Zámek 2011“ (s OK Band)                                                       | XXX (1981-2011)         | - Download • 5099972980354 © Warner |
| 2011                                                          | „Tak mě chyť“ (s OK Band)                                                      | XXX (1981-2011)         | - Download • 5099972980552 © Warner |
| Exportní singly                                               |                                                                                |                         | |
| 1985                                                          | „Sweet Dream“ (s OK Band)                                                      | The Latest Reports      | - SP • S-609 © Tonpress (PL) • B strana: „Who Destined the Colours“                                                                               |
| 199?                                                          | „Come Brother, Come Sister“ (s Yandim Band)                                    | —                       | - SP • (nedostupné) © Chappell-Intersong (AT) • B strana: „The Way of My Life“                                                                    |
| SP=malá deska • CDS=kompaktní disk • download=digitální singl |                                                                                |                         | |

### Jiné skladby
| 1985 | „Křídla noci“ (s OK Band)                        | - Nahrávka vyšla na kompilaci rozhlasových písní „Posloucháte Větrník…“/1 (1x13 3697 © Supraphon) |
| 1985 | „Vzpomínky na definitivní vítězství“ (s OK Band) | - Nahrávka vyšla na kompilaci písní ze XII. ročníku FPP Sokolov Planeta lidí (1x14 3680 © Supraphon) |
| 1986 | „Zpátky k přírodě“ (s OK Band)                   | - Nahrávka vyšla na kompilaci písní ze XIV. ročníku FPP Sokolov Planeta míru (1x14 4165 © Supraphon) |
| 1988 | „Ať je to rychle“ (Hejma)                        | - Zadní vokály • Nahrávky vyšly na desce Žlutý pes (81 0824-x311 © Panton) • V roce 1998 vydal titul na CD v reedici Bonton                                                                                  |
| 1988 | „Velký syn“ (Hejma)                              | - Zadní vokály • Nahrávky vyšly na desce Žlutý pes (81 0824-x311 © Panton) • V roce 1998 vydal titul na CD v reedici Bonton                                                                                  |
| 1988 | „Navždy Good Bye“ (Turbo)                        | - Zadní vokály • Nahrávky vyšly na desce Turbo 88 (11 0305-x311 © Supraphon) („Vodopád prázdných slov“ vyšla již na stejnojmenné SP jako pilotní píseň) • V roce 2001 vydal titul na CD v reedici Bonton     |
| 1988 | „Slibem nezarmoutíš“ (Turbo)                     | - Zadní vokály • Nahrávky vyšly na desce Turbo 88 (11 0305-x311 © Supraphon) („Vodopád prázdných slov“ vyšla již na stejnojmenné SP jako pilotní píseň) • V roce 2001 vydal titul na CD v reedici Bonton     |
| 1989 | „Back in the Castle“ (Stromboli)                 | - Zadní vokál • Nahrávka vyšla na desce Shutdown (81 0811-x311 © Panton) • V roce 2001 vydal titul v remasterované edici na CD Bonton, v roce 2013 také Supraphon                                            |
| 1990 | „Čestný mistr“ (Krausberry)                      | - Zadní vokály • Nahrávky vyšly na eponymní desce Krausberry (81 0942-x311 © Panton) • V roce 2007 vydali titul na CD v rematerované edici Levné knihy KMa                                                   |
| 1990 | „Pátý pád“ (Krausberry)                          | - Zadní vokály • Nahrávky vyšly na eponymní desce Krausberry (81 0942-x311 © Panton) • V roce 2007 vydali titul na CD v rematerované edici Levné knihy KMa                                                   |
| 1990 | „Rodinná pohoda“ (Krausberry)                    | - Zadní vokály • Nahrávky vyšly na eponymní desce Krausberry (81 0942-x311 © Panton) • V roce 2007 vydali titul na CD v rematerované edici Levné knihy KMa                                                   |
| 1990 | „Na tenkým ledě“ (Krausberry)                    | - Zadní vokály • Nahrávky vyšly na eponymní desce Krausberry (81 0942-x311 © Panton) • V roce 2007 vydali titul na CD v rematerované edici Levné knihy KMa                                                   |
| 1990 | „Nalej víno, Zuzanko“ (Kohout)                   | - Zadní vokály • Nahrávky vyšly na debutové desce Kohouta Nalej víno, Zuzanko (71 0009-x331 © Bonton) |
| 1990 | „Už jsem tě holka dobyl“ (Kohout)                | - Zadní vokály • Nahrávky vyšly na debutové desce Kohouta Nalej víno, Zuzanko (71 0009-x331 © Bonton) |
| 1990 | „Dialog“ (Kohout)                                | - Zadní vokály • Nahrávky vyšly na debutové desce Kohouta Nalej víno, Zuzanko (71 0009-x331 © Bonton) |
| 1990 | „Nejdřív klesni a pak vstaň“ (Kohout)            | - Zadní vokály • Nahrávky vyšly na debutové desce Kohouta Nalej víno, Zuzanko (71 0009-x331 © Bonton) |
| 1990 | „Rio de Janeiro“ (Kohout)                        | - Zadní vokály • Nahrávky vyšly na debutové desce Kohouta Nalej víno, Zuzanko (71 0009-x331 © Bonton) |
| 1991 | „Neztrácej dech“ (Jižní pól)                     | - Zadní vokály • Nahrávka vyšla na eponymní desce skupiny (21 0028-x 311 © Globus International) |
| 1992 | „Růže pro Fortunu“ (Vitacit)                     | - Zadní vokály • Nahrávky vyšly na desce Vitacit “Máte se hnout” (01 0050-2331 © Monitor) |
| 1992 | „Doufám“ (Vitacit)                               | - Zadní vokály • Nahrávky vyšly na desce Vitacit “Máte se hnout” (01 0050-2331 © Monitor) |
| 1992 | „Nik“ (Vitacit)                                  | - Zadní vokály • Nahrávky vyšly na desce Vitacit “Máte se hnout” (01 0050-2331 © Monitor) |
| 1992 | „Modrý oči“ (Vitacit)                            | - Zadní vokály • Nahrávky vyšly na desce Vitacit “Máte se hnout” (01 0050-2331 © Monitor) |
| 1992 | „Praha“ (Vitacit)                                | - Zadní vokály • Nahrávky vyšly na desce Vitacit “Máte se hnout” (01 0050-2331 © Monitor) |
| 1992 | „Odešla“ (Vitacit)                               | - Zadní vokály • Nahrávky vyšly na desce Vitacit “Máte se hnout” (01 0050-2331 © Monitor) |
| 1993 | „Hollywood Hair Barbie“                          | - Nahrávka vyšla na kompilaci Písničky pro Barbie (31 0165-x 311 © Multisonic) • V roce 2002 vydalo titul na CD v reedici Tommü                                                                              |
| 1993 | „Já se tiše odporoučím“                          | - Nahrávka vyšla na kompilaci HerGott!!! Volume 2 (11 2561-x 311 © Supraphon) |
| 1993 | nedostupné                                       | - Zadní vokály • Nahrávky vyšly na audioknize Z Kytice K. J. Erbena (HR 0013-x 311 • © Hurikán) |
| 1995 | „Come Together (Live)“                           | - Coververze písně od The Beatles • Nahrávka vyšla na kompilaci Na Kloboučku 1 (FOR 0016-x © Forte) |
| 1995 | „Okolo ohňů (Live)“ (s Basikovou a Josefou)      | - Coververze písně od Stromboli • Nahrávka vyšla na kompilaci Na Kloboučku 2 (FOR 0017-x © Forte) |
| 1996 | „Peklo je fajn“ (se Švarcem)                     | - Duet s manželem z krátkometrážní pohádky Cesta do pekla a zpátky (r. O. Švarcová), natočené pro ČT • Nahrávka vyšla na charitativní kompilaci na podporu FOD Zpíváme vám pro radost (41 0109-x 331 © Edit) |
| 2000 | „Oh, Darling (Edited)“ (s Csákovou)              | - Sestříhaná verze duetu zpěvaček nad rámec původní nahrávky • Nahrávka vyšla na kompilaci Nejslavnější české duety (5 30329-x © Monitor-EMI)                                                                |
| 2009 | „Radost ze života (Live)“ (s Yandim Band)        | - Živé verze • Nahrávky vyšly na DVD Slávka Jandy 40 let na scéně (8590443736397 © Report) se záznamem koncertu v pražské Retro Music Hall                                                                   |
| 2009 | „The Way of My Life (Live)“ (s Yandim Band)      | - Živé verze • Nahrávky vyšly na DVD Slávka Jandy 40 let na scéně (8590443736397 © Report) se záznamem koncertu v pražské Retro Music Hall                                                                   |
| 2014 | „Nikdy ti nic nepůjčím“ (s Drössler)             | - Duet nahrán v rámci propagace společného koncertního projektu obou zpěvaček Soul & Chanson |
| Písmeno "x" u katalogů zastupuje číslici, jejíž hodnota se mění v závislosti na formátu hudebního nosiče (LP=1, CD=2, MC=4 nebo 9 monopolní Supraphon) |                                                  | |